# SM UC-2
SM UC-2 – niemiecki podwodny stawiacz min z okresu I wojny światowej. Był drugim okrętem typu UC I. Zbudowany w stoczni Vulcan w Hamburgu okręt został zwodowany 12 maja 1915 roku, a do służby w Kaiserliche Marine przyjęto go 17 maja 1915 roku. W czasie swojej służby SM UC-2 odbył 2 patrole bojowe, nie odnosząc sukcesów. Okręt zatonął prawdopodobnie 30 czerwca 1915 roku, zniszczony podczas stawiania zagrody minowej przez wybuch własnej miny w rejonie Lowestoft.

## Projekt i budowa
Sukcesy pierwszych niemieckich U-Bootów na początku I wojny światowej (m.in. zatopienie brytyjskich krążowników pancernych HMS „Aboukir”, „Hogue” i „Cressy” przez U-9) skłoniły dowództwo Cesarskiej Marynarki Wojennej z admirałem Tirpitzem na czele do działań mających na celu budowę nowych typów okrętów podwodnych. Doceniając też wagę wojny minowej, 9 października 1914 roku ministerstwo marynarki zatwierdziło projekt małego podwodnego stawiacza min opracowanego przez Inspektorat Torped pod kierunkiem dr Wernera, oznaczonego później jako typ UC I.
Przyszły UC-2 zamówiony został 23 listopada 1914 roku jako drugi z serii 15 okrętów typu UC I (numer projektu 35a, nadany przez Inspektorat U-Bootów), w ramach wojennego programu rozbudowy floty. Pierwsze 10 jednostek typu, w tym UC-2, zostało zbudowanych w stoczni Vulcan w Hamburgu. Stocznia, nie mając wcześniej doświadczenia w budowie okrętów podwodnych, oszacowała czas budowy okrętu na 5-6 miesięcy, i aby dotrzymać tego terminu musiała wstrzymać budowę torpedowców. UC-2 otrzymał numer stoczniowy 46 (Werk 46). Okręt został zwodowany 12 maja 1915 roku.

## Dane taktyczno-techniczne
UC-2 był niewielkim, przybrzeżnym okrętem podwodnym o konstrukcji jednokadłubowej, którego koncepcja oparta była na projekcie jednostek typu UB I. Długość całkowita wynosiła 33,99 metra, szerokość 3,15 metra i zanurzenie 3,04 metra. Wysokość (od stępki do szczytu kiosku) wynosiła 6,3 metra. Wyporność w położeniu nawodnym wynosiła 168 ton, a w zanurzeniu 183 tony. Jednostka posiadała zaokrąglony dziób oraz cylindryczny kiosk o średnicy 1,3 m, obudowany opływową osłoną, a do jej wnętrza prowadziły dwa luki: jeden w kiosku i drugi w części rufowej, prowadzący do pomieszczeń załogi. Okręt napędzany był na powierzchni przez 6-cylindrowy, czterosuwowy silnik Diesla Daimler RS166 o mocy 90 koni mechanicznych (KM), a pod wodą poruszał się dzięki silnikowi elektrycznemu SSW o mocy 175 KM. Poruszający jedną trójłopatową, wykonaną z brązu śrubą (o średnicy 1,8 m i skoku 0,43 m) układ napędowy zapewniał prędkość 6,2 węzła na powierzchni i 5,22 węzła w zanurzeniu (przy użyciu na powierzchni silnika elektrycznego okręt był w stanie osiągnąć 7,5 węzła). Zasięg wynosił 780 Mm przy prędkości 5 węzłów w położeniu nawodnym oraz 50 Mm przy prędkości 4 węzłów pod wodą. Okręt zabierał 3,5 tony oleju napędowego, a energia elektryczna magazynowana była w akumulatorach składających się ze 112 ogniw, o pojemności 4000 Ah, które zapewniały 3 godziny podwodnego pływania przy pełnym obciążeniu.
Okręt posiadał dwa wewnętrzne zbiorniki balastowe. Dopuszczalna głębokość zanurzenia wynosiła 50 metrów, a czas zanurzenia 23-36 s. Okręt nie posiadał uzbrojenia torpedowego ani artyleryjskiego, przenosił natomiast w części dziobowej 12 min kotwicznych typu UC/120 w sześciu skośnych szybach minowych o średnicy 100 cm, usytuowanych jeden za drugim w osi symetrii okrętu, pod kątem do tyłu (sposób stawiania – „pod siebie”). Układ ten powodował, że miny trzeba było stawiać na zaplanowanej przed rejsem głębokości, gdyż na morzu nie było do nich dostępu (także zapalniki min trzeba było montować jeszcze przed wypłynięciem, co nie było rozwiązaniem bezpiecznym i stało się przyczyną zagłady kilku jednostek tego typu). Uzbrojenie uzupełniał jeden karabin maszynowy z zapasem amunicji wynoszącym 150 naboi. Okręt posiadał jeden peryskop Zeissa. Wyposażenie uzupełniała kotwica grzybkowa o masie 136 kg. Załoga okrętu składała się z 1 oficera (dowódcy) oraz 13 podoficerów i marynarzy.

## Przebieg służby
SM UC-2 został wcielony do służby w Cesarskiej Marynarce Wojennej 17 maja 1915 roku. Tego dnia pierwszym (i jedynym) dowódcą UC-2 został mianowany por. mar. Karl Mey, a okręt włączono do Flotylli Flandria w dniu 25 czerwca. Okręt odbył 2 akcje minowe, stawiając zagrody u wybrzeży Wielkiej Brytanii.
Podczas drugiej misji, prawdopodobnie 30 czerwca 1915 roku okręt zatonął wraz z całą załogą, zniszczony w trakcie stawiania zagrody minowej przez wybuch własnej miny w rejonie Lowestoft. 2 lipca o godz. 21:40 wrak został dodatkowo staranowany przez brytyjski parowiec „Cottingham”, co w niektórych opracowaniach uznawane jest za datę zatopienia UC-2. Biorąc jednak pod uwagę fakt, że UC-2 wypłynął z bazy w dniu 29 czerwca, jest bardzo prawdopodobne, że był już zniszczony przez własną minę w tej chwili, kiedy parowiec go staranował.
Wrak okrętu, leżący na pozycji 52°26′N 1°48′E/52,433333 1,800000, niedługo po zatopieniu został zbadany przez nurków Royal Navy, podniesiony i wystawiony na widok publiczny w celu ukazania skuteczności działań marynarki brytyjskiej.